# Iburi (phó tỉnh)
Iburi (胆振総合振興局 Iburi-sōgō-shinkō-kyoku) là phó tỉnh của Hokkaidō, Nhật Bản. Tính đến ngày 1 tháng 10 năm 2020, dân số ước tính phó tỉnh là 50.641 người và mật độ dân số là 21,12 km2. Tổng diện tích phó tỉnh là 2.398 km2.

## Hành chính
| Tên                            | Tên      | Diện tích (km2) | Dân số  | Huyện    | Loại đô thị | Bản đồ |
| Rōmaji                         | Kanji    | Diện tích (km2) | Dân số  | Huyện    | Loại đô thị | Bản đồ |
| ------------------------------ | -------- | --------------- | ------- | -------- | ----------- | ------ |
| Abira                          | 安平町   | 237,13          | 8.323   | Yūfutsu  | Thị trấn    |        |
| Atsuma                         | 厚真町   | 404,56          | 4.659   | Yūfutsu  | Thị trấn    |        |
| Date                           | 伊達市   | 444,28          | 34.898  | Không có | Thành phố   |        |
| Mukawa                         | むかわ町 | 166,43          | 8.527   | Yūfutsu  | Thị trấn    |        |
| Muroran (trung tâm hành chính) | 室蘭市   | 80,65           | 93.716  | Không có | Thành phố   |        |
| Noboribetsu                    | 登別市   | 212,11          | 49.523  | Không có | Thành phố   |        |
| Shiraoi                        | 白老町   | 425,75          | 17.759  | Shiraoi  | Thị trấn    |        |
| Sōbetsu                        | 壮瞥町   | 205,04          | 2.665   | Usu      | Thị trấn    |        |
| Tomakomai                      | 苫小牧市 | 561,49          | 174.216 | Không có | Thành phố   |        |
| Tōyako                         | 洞爺湖町 | 180,54          | 9.231   | Abuta    | Thị trấn    |        |
| Toyoura                        | 豊浦町   | 233,54          | 4.205   | Abuta    | Thị trấn    |        |